# 5 Live 01
Albums de The Stranglers
Live at the Hammersmith Odeon '81
(1998) The Stranglers and Friends Live in Concert
(2002)
5 Live 01 est un album live des Stranglers enregistré en 2000 avec le nouveau guitariste Baz Warne qui vient de remplacer John Ellis.

## Titres
1. 5 Minutes
2. Always the Sun
3. Money
4. Get A Grip On Yourself
5. Nice 'n' Sleazy
6. Lies and Deceptions
7. Northwinds
8. Paradise Row
9. Straighten Out
10. Something Better Change
11. Golden Boy
12. Goodbye Toolouse
13. Duchess
14. Sinister
15. 96 Tears
16. All Day and All of the Night
17. English Towns
18. Nuclear Device
19. Princess of the Streets
20. European Females
21. Genertix
22. Golden Brown
23. Never to Look Back
24. Hanging Around
25. No More Heroes